# Хаџи Сејделија
Хаџи Сејделија (мкд. Хаџи-Сејдели) је насеље у Северној Македонији, у средишњем делу државе. Хаџи Сејделија је село у саставу општине Штип.

## Географија
Хаџи Сејделија је смештена у средишњем делу Северне Македоније. Од најближег града, Штипа, насеље је удаљено 20 km југозападно.
Насеље Хаџи Сејделија се налази у историјској области Серта. Насеље је положено на побрђу изнад клисуре реке Брегалнице. Око насеља се пружа голет. Надморска висина насеља је приближно 340 метара.
Месна клима је блажи облик континенталне због близине Егејског мора (жарка лета).

## Становништво
Хаџи Сејделија је према последњем попису из 2002. године била без становника.
Већинско становништво били су етнички Турци.
Претежна вероисповест месног становништва био је ислам.